# Giovanni Scalzo
Giovanni Scalzo (Messina, 17 marzo 1959) è un ex schermidore italiano, specializzato nella sciabola.

## Biografia
Giochi olimpici
Ha partecipato a quattro Olimpiadi, dal 1980 al 1992, gareggiando nella sciabola. Nel 1980 ha vinto la medaglia d'argento nella sciabola a squadre assieme a Michele Maffei, Mario Aldo Montano, Marco Romano e Ferdinando Meglio. Nel 1984 ha vinto la medaglia d'oro nella sciabola a squadre assieme a Marco Marin, Gianfranco Dalla Barba, Ferdinando Meglio e Angelo Arcidiacono Nel 1988 ha vinto la medaglia di bronzo nella sciabola individuale dopo il francese Jean-François Lamour ed il polacco Janusz Olech, e la medaglia di bronzo nella sciabola a squadre assieme Massimo Cavaliere, Gianfranco Dalla Barba, Marco Marin e Ferdinando Meglio. Nel 1992 si è classificato al quarto posto perdendo la finale per il terzo posto contro il francese Jean-François Lamour.
Campionati del mondo
Nel 1982 arriva al quarto posto nella sciabola individuale, primo degli italiani e conquista la medaglia d'argento nella sciabola a squadre assieme a Michele Maffei, Ferdinando Meglio, Gianfranco Dalla Barba e Marco Marin Nel 1983 si classifica al 7º posto nella sciabola individuale e conquista la medaglia di bronzo con la squadra assieme a  Michele Maffei, Ferdinando Meglio, Gianfranco Dalla Barba, Marco Marin Nel 1985 si classifica al 18º posto nella sciabola individuale e al 5º posto nella sciabola a squadre assieme a Angelo Arcidiacono, Massimo Cavaliere, Gianfranco Dalla Barba e Marco Marin. Nel 1986 si classifica al 29º posto nella sciabola individuale e al 7º posto nella sciabola a squadre assieme a Angelo Arcidiacono, Massimo Cavaliere, Gianfranco Dalla Barba e Marco Marin. Nel 1987 si classifica all'8º posto nella sciabola individuale, migliore degli italiani.

## Palmarès

### Risultati élite
In carriera ha ottenuto i seguenti risultati:
Giochi olimpici
Individuale
- Bronzo nella sciabola a Seul 1988
- 4º nella sciabola a Barcellona 1992
- 7º nella sciabola a Los Angeles 1984

A squadre
- Oro nella sciabola a Los Angeles 1984
- Argento nella sciabola a Mosca 1980
- Bronzo nella sciabola a Seul 1988
- 8º nella sciabola a Barcellona 1992

Mondiali
Individuale
- 4º nella sciabola a Roma 1982
- 6º nella sciabola a Budapest 1991
- 7º nella sciabola a Vienna 1983
- 8º nella sciabola a Losanna 1987
- 9º nella sciabola a Lione 1990
- 16º nella sciabola a Essen 1993
- 17º nella sciabola ad Atene 1994
- 18º nella sciabola a Barcellona 1985
- 29º nella sciabola a Sofia 1986

A squadre
- Argento nella sciabola a Roma 1982
- Argento nella sciabola a Essen 1993
- Bronzo nella sciabola a Vienna 1983
- 4º nella sciabola a Lione 1990
- 4º nella sciabola ad Atene 1994
- 5º nella sciabola a Barcellona 1985
- 5º  nella sciabola a Losanna 1987
- 5º nella sciabola a Budapest 1991
- 7º nella sciabola a Sofia 1986

Europei
Individuale
- Oro nella sciabola a Lisbona 1983

A squadre
- Oro nella sciabola a Lisbona 1983

Universiadi
Individuale
- Oro nella sciabola ad Bucarest 1981
- Argento nella sciabola a Edmonton 1983

A squadre
- Oro nella sciabola ad Bucarest 1981
- Argento nella sciabola a Edmonton 1983
- Bronzo nella sciabola a Kōbe 1985

Campionati italiani
Individuale
- Oro nella sciabola nel 1986
- Oro nella sciabola nel 1988
- Oro nella sciabola nel 1990
- Oro nella sciabola a Mazara Del Vallo 1991

A squadre